# Ruisseau d'Auriac
Le ruisseau d'Auriac, ou ruisseau d'Antérieux dans sa partie amont, est un ruisseau français du Massif central qui coule dans le département de l'Aveyron, en région Occitanie. C'est un affluent du ruisseau de Galdun, donc un sous-affluent de la Garonne par le Selvet, la Selves, la Truyère et le Lot.

## Géographie
Dans une version précédente, le Sandre indiquait que le ruisseau d'Auriac avait pour affluent le ruisseau de Galdun et se jetait dans le Selvet à Huparlac, ce qui donnait une longueur de 11,2 km à son cours.
Dans sa version de 2020, le Sandre a modifié cet ordre et le ruisseau d'Auriac est désormais considéré comme un affluent du ruisseau de Galdun.
Le ruisseau d'Auriac prend sa source dans le nord du département de l'Aveyron sous le nom de « ruisseau d'Antérieux », à près de 1 100 mètres d'altitude, en bordure de la route départementale (RD) 921, à proximité du lieu-dit Borie de Noël, sur la commune de Laguiole. Il passe ensuite successivement sous la RD 900 puis sous la RD 138 au niveau du village d'Auriac qui lui donne son nom.
Un kilomètre et demi plus loin, son cours sert de limite sur environ deux kilomètres aux communes de Cassuéjouls (au nord) et Soulages-Bonneval et Huparlac (au sud). À environ un kilomètre et demi au sud-est du bourg d'Huparlac, le ruisseau d'Auriac rejoint le ruisseau de Galdun en rive gauche, à 816 mètres d'altitude, en limite de Cassuéjouls et d'Huparlac.
L'ensemble ruisseau d'Antérieux-ruisseau d'Auriac est long de 9,84 kilomètres.

### Département et communes traversés
Dans le seul département de l'Aveyron, le ruisseau d'Auriac arrose successivement quatre communes, soit d'amont vers l'aval : Laguiole, Soulages-Bonneval, Cassuéjouls et Huparlac.

### Affluents et nombre de Strahler
Le Sandre recense un seul affluent au ruisseau d'Auriac, un ruisseau sans nom long de 1,48 km qui a lui-même un affluent. De ce fait, le nombre de Strahler du ruisseau d'Auriac s'élève à trois.